# حرب الفوكلاند
قالب:حرب الفوكلاند 
تعتبر حرب فوكلاند (بالإسبانية: Guerra de las Malvinas) حربًا غير معلنة اشتعلت في عام 1982 بين الأرجنتين والمملكة المتحدة على إقليمين اثنين واقعين في جنوب المحيط الأطلسي، تابعين لبريطانيا، وهما: جزر فوكلاند وأقاليم جورجيا الجنوبية، وساندويش الجنوبية الملحقة بها.
بدأ النزاع عندما غزت الأرجنتين –في الثاني من شهر أبريل في عام 1982– جزر فوكلاند واحتلتها، وتلا ذلك غزوها لجورجيا الجنوبية في اليوم التالي، في محاولة لإثبات سيادتها –التي طالبت بها– على هذه الأقاليم. أرسلت الحكومة البريطانية في الخامس من شهر أبريل من العام نفسه فرقة عمل بحري للاشتباك مع سلاح الجو والقوات البحرية الأرجنتينية، قبل شن هجوم برمائي على الجزر. استمر النزاع لمدة 74 يومًا، وانتهى باستسلام الأرجنتين في 14 يونيو، وعادت جزر فوكولاند للسيطرة البريطانية. قُتل في الصراع 649 عسكريًا أرجنتينيًا مقابل 255 عسكريًا بريطانيًا، وقُتل خلال النزاع أيضًا ثلاثة مدنيين من جزر فوكولاند.
كان هذا النزاع أحد الأحداث الرئيسية في النزاع المطول حول سيادة الأقاليم. أكدت الأرجنتين (وما تزال) على تبعية هذه الجزر لها، ووصفت عمليتها العسكرية على هذه الجزر بـ «عملية استرجاع لأراضيها». اعتبرت الحكومة البريطانية الإجراءات العسكرية الأرجنتينية بمثابة غزو لإقليم كان يعتبر –منذ عام 1841– مستعمرة ملكية. يعود أصل الغالبية من سكان جزر فوكولاند –الذين قطنوها منذ أوائل القرن التاسع عشر– إلى المستوطنين البريطانيين، وكانوا يؤيدون بشدّة السيادة البريطانية. لم تعلن أية دولة الحرب بشكلٍ رسمي، على الرغم من إعلان كلا الدولتين جزر فوكلاند منطقة عمليات حربية. اقتصرت الأعمال القتالية –بشكل شبه حصري– على الأراضي التي كانت محل نزاع بين البلدين، إضافة إلى بعض المناطق الأخرى المحيطة بها، والواقعة جنوب المحيط الأطلسي.
أثر هذا النزاع بشكل كبير على كلا البلدين، وأصبح موضوعًا لمختلف الكتب والمقالات والأفلام والأغاني. تصاعدت المشاعر الوطنية –إثر اشتعال هذا الصراع– في الأرجنتين، وانطلقت نتيجة لذلك مجموعة من الاحتجاجات الكبيرة ضد الحكومة العسكرية التي كانت تحكم البلاد، وأدت –في نهاية الأمر– إلى إسقاطها. أُعيد في السنة التالية لانتهاء الحرب انتخاب حكومة المحافظين في بريطانيا بأغلبية معززة. كان التأثير الثقافي والسياسي للنزاع في المملكة المتحدة أقل منه في الأرجنتين، إذ ظل موضوعًا شائعًا للدراسة والمناقشة.
استعيدت العلاقات الدبلوماسية بين المملكة المتحدة والأرجنتين في عام 1989، عقب اجتماع في مدريد أصدرت خلاله حكومتا البلدين بيانًا مشتركًأ. لم يطرأ أي تغير على موقف أي من الدولتين فيما يتعلق بسيادة جزر فوكلاند، وأضافت الأرجنتين في عام 1994 المطالبلة بجزر فوكلاند وأقاليم جورجيا الجنوبية، وساندويش الجنوبية الملحقة بها إلى دستورها.

## مقدمة
عانت الأرجنتين –في الفترة التي سبقت الحرب، وخاصة بعد انتقال السلطة فيها بين الديكتاتوريين العسكريين الجنرال خورخي رافائيل فيديلا، والجنرال روبرتو إدواردو فيولا في أواخر شهر مارس من عام 1981– من ركود اقتصادي مدمر ومن احتجاجات مدنية واسعة النطاق ضد العصبة العسكرية الحاكمة التي كانت تحكم البلاد منذ عام 1976. حدث في شهر ديسمبر من عام 1981 تغيير آخر في النظام العسكري الأرجنتيني إذ استولت طغمة عسكرية جديدة برئاسة الجنرال يوبولدو جالتييري (نائب الرئيس)، وعميد القوات الجوية باسيليو لامي دوزو والأدميرال خورخي أنايا على الحكم. كان أنايا هو المهندس الرئيسي في العملية العسكرية التي نفذتها حكومة الأرجنتين ضد جزر فوكلاند والمؤيد الرئيسي لها، مفترضًا عدم رد المملكة المتحدة بشكل عسكري.
كانت حكومة غالتيري –عند اختيارها للعمل العسكري– تأمل في تعبئة المشاعر الوطنية القديمة للأرجنتينيين تجاه الجزر، وتحويل انتباه الرأي العام عن المشاكل الاقتصادية المزمنة التي عصفت بالبلاد وعن الانتهاكات المستمرة لحقوق الإنسان التي يرتكبها النظام الأرجنتيني في الحرب القذرة، وكانت تأمل أيضًا بأن يعزز هذا العمل من الشرعية المتراجعة للحكومة. توقعت صحيفة لابرينسا خطة العمل العسكري خطوة بخطوة، بدءًا من قطع الإمدادات عن الجزر، وانتهاءً بانطلاق إجراءات مباشرة في آخر عام 1982 في حال لم تثمر محادثات الأمم المتحدة عن أية حلول.

## جذور الأزمة
تعود جذور الأزمة التي تفجرت بين المملكة المتحدة والأرجنتين في أبريل عام 1982م حول تبعية جزر "فوكلاند" إلى مئات السنين. وقد اختلفت المصادر حول اكتشاف جزر فوكلاند فبينما نسبته المصادر البريطانية إلى الكابتن "جون ديفيز John Devis الذي تشير إلى أنه اكتشفها مصادفة عام 1592م عندما جرفت العواصف الشديدة سفينته دزاير Desire نحو تلك الجزر، فقد نسبته مصادر أخرى إلى الرحالة البرتغالي فرديناند ماجلان Ferdinand Magellan الذي تشير إلى أنه اكتشفها خلال رحلة قام بها عام 1520م، إلاّ أنه لم يطأ أراضيها.
غير أن الثابت والمسجل أن أول من وطأ تلك الجزر هو أحد البحارة الإنجليز ويُدْعى الكابتن «جون سترونج»، وقد وصل إليها عام 1690 وأطلق عليها اسم «فوكلاند» نسبة للفيكونت «فوكلاند» أمين خزانة البحرية البريطانية في ذلك الوقت. وسجل «جون سترونج» في مذكراته وصفاً دقيقاً لتلك الجزر تضمَّن طبيعتها الجغرافية ومناخها والكائنات التي تقطنها وجميع مظاهر الحياة فيها.
إلاّ أنه يمكن القول إن أول من أقام مستعمرة سكنية على جزر «فوكلاند» هو الفرنسي «لويس أنطون دي بوجانفيل Luis Antoin de Bouganvile»، الذي حضر إليها عام 1764 وأقام على جزيرة «فوكلاند الشرقية» أول مستعمرة فرنسية تضمنت قلعة صغيرة تشرف على مدخل الميناء الذي أطلق عليه اسم «بورت لويس Port Louis»، وكان الفرنسيون قد اكتشفوا جزر «فوكلاند» خلال رحلاتهم بين «سان مالو» و«ريو دي بلاتا»، وأطلقوا على هذه الجزر اسم «جزر مالوين Les Iles Malouine»، وهو الاسم الذي حوره الأسبان بعد ذلك إلى «لاس ايلاس مالفيناس Les Ioles Malvinas».
وفي العام التالي لإنشاء المستعمرة الفرنسية ظهر الإنجليز مرة أخرى، عندما حضر الكابتن «جون بيرون Jone Byron» في رحلة استكشافية إلى الجزر وأقام على جزيرة «سوندرز Sounders» (شمال جزيرة فوكلاند الغربية) أول مستعمرة بريطانية وأطلق على ميناءها اسم «بورت إجمونت Port Egmont». وقبل مغادرته للجزر ترك «بيرون» حامية بريطانية من عدد قليل من الأفراد في «بورت إجمونت».

## سيادة الأرجنتين على الجزر
وعلى أثر استقلال الأرجنتين عن إسبانيا عام 1816م، أعلنت سيادتها على جزر «فوكلاند» وغيَّرت اسمها إلى «لاس مالفيناس Las Malvinas» وعدَّت جميع الجزر الواقعة أمام سواحلها من ممتلكاتها الخاصة على أساس أنها الوريثة الوحيدة للمستعمرات الأسبانية في تلك المنطقة.
ولم يهتم أحد في ذلك الوقت بما ادَّعته الأرجنتين حقاً من حقوقها، ومضت عدة سنوات على هذا الوضع قبل أن تبدأ الأرجنتين محاولة جادة لبسط سلطانها على الجزر أو تأكيد ما تدعيه من حقوق. وفي عام 1829 م عينت حكومة الأرجنتين «لويس فيرنيت Louis Vernet» حاكما على «لاس مالفيناس» وأعطته سلطات واسعة، بما في ذلك حق التصريح بالصيد ومنعه في المياه المحيطة بالجزر.
سوأدّى هذا التصرف من جانب الأرجنتين إلى تورطها عام 1831م في مشاكل مع قوة أخرى ظهرت حديثا على المسرح، هي االولايات المتحدة الأمريكية. وقد بدأت المشكلة عندما تحدت ثلاث سفن تابعة للولايات المتحدة تعليمات «فيرنيت» ولم تعترف بسلطانه على المنطقة، وقامت بالصيد دون الحصول على إذن بذلك منه، فقام «فيرنيت» بالقبض عليها، وأرسل إحداها إلى "بوينس أيريس" لمحاكمة رُبَّانها وبحَّارتها، مما أثار غضب الولايات المتحدة، وقام قنصلها في "بوينس أيريس" "جورج سلاكوم George Slacum" بمطالبة الحكومة الأرجنتينية بالإفراج الفوري عن السفن الثلاثة وبحارتها، واعتبر هذا العمل من جانب فريت" أحد أعمال القرصنة التي توجب محاكمته عليها.
ولم تستجب حكومة الأرجنتين لما طلبته الولايات المتحدة على لسان قنصلها وماطلت في الرد عليها، فأصدرت الولايات المتحدة أوامرها إلى الكوماندر «سيلاس دانكان Cdr. Silas Duncan» قائد الفرقاطة «ليكسنجتون» “ بالإبحار إلى جزر «مالفيناس» لتأديب حاكمها والثأر لسفن الصيد. وفور وصول الفرقاطة إلى الجزر قامت بإطلاق مدافعها على مقر قيادة «فيرنيت» في سوليداد Soledadفدكته بقنابلها ونسفت مستودعات ذخائره، كما قام بحارة السفينة بالإغارة على قصر الرئاسة ونهبوا كل محتوياته وأسروا سبعة من أعوان «فيرنيت» واقتادوهم مكبلين بالأغلال إلى الفرقاطة الأمريكية التي أبحرت بهم. وفي طريق عودتها، عرَّجت الفرقاطة على ميناء «مونتفيديو» حيث قامت بإطلاق سراح الأسرى السبعة، غير أن حكومة الأرجنتين ثارت لما حدث من انتهاك لسيادتها وطالبت الولايات المتحدة بتعويض عن الأضرار التي لحقت بممتلكاتها على الجزيرة، لكن الولايات المتحدة لم تأبه بتلك المطالب التي ظلت الحكومة الأرجنتينية تطالبها بها لمدة ثلاثة وخمسين عاماً.

### عودة البريطانيين إلى الجزر
أغرى ضعف الأرجنتين الحكومة البريطانية باستعادة سيادتها على الجزر، وعهدت بتلك المهمة إلى الكابتن «جون أنسلو» قائد البارجة «كليو Clio» التي وصلت إلى الجزر عام 1833م، ولم تلق البارجة أي مقاومة من حامية الجزيرة المكونة من خمسين جندياً أرجنتينياً انصاعوا على الفور لأوامر البارجة عندما أمرتهم بالاستسلام، وبذلك رُفِعَ العلم البريطاني مرة أخرى على جزر «فوكلاند».
وأرسلت الأرجنتين احتجاجاً إلى الحكومة البريطانية وطالبتها بإجلاء قواتها عن الجزر، وماطل اللورد «بالمرستون Lord Palmerston» في الرد على الاحتجاج الأرجنتيني، وبعد ستة أشهر أرسل رد الحكومة البريطانية الذي أكدت فيه أن جزر «فوكلاند» من ممتلكات التاج البريطاني وليس للأرجنتين أي حق في الاحتجاج على ذلك.
وظلت الجزر حتى عام 1841م يتولى إدارتها حاكم عسكري تعينه الحكومة البريطانية من ضباط البحرية الملكية، غير أنه بعد هذا التاريخ وُضعت الجزر تحت إدارة مدنية استقرت في «بورت لويس». وفي عام 1845م تم تكوين المجالس التنفيذية والتشريعية، كما تم إعداد الدستور في عام 1877 م. ومنذ ذلك التاريخ استقرت الأوضاع السياسية الداخلية والخارجية للجزر حتى الحرب العالمية الأولى، عندما شهدت مياه الجزر عدة معارك بين الأسطولين الألماني والبريطاني انتهت بانتصار الأخير. وخلال الحرب العالمية الثانية اتخذت بريطانيا من ميناء «ستانلي» قاعدة بحرية لأسطولها في جنوب الأطلنطي أنشأت فيها محطة للاتصالات اللاسلكية ذات أهمية إستراتيجية.

## المؤتمرات والمفاوضات
استمرت الأرجنتين في المطالبة باستعادة الجزر، وفي عام 1940م حصلت على تأييد مؤتمر الدول الأمريكية الذي تَمَّ عقده في «هافانا» حيث أقَّرت دول المؤتمر أحقيتها في استعادة الجزر، كما طلبت «شيلي» هي الأخرى بضم جميع الأراضي الواقعة بين خطي طول 35 و90 درجة غرباً، بما في ذلك جزر «ساوث شيتلندز South Shetlands»، لكن بريطانيا عارضت ذلك بشدة ولجأت إلى محكمة العدل الدولية في «لاهاي» وفي مارس 1947 رفضت تلك المحكمة نظر القضية بسبب معارضة كل من «شيلي» و«الأرجنتين».
وفي عام 1958، عُرضت المشكلة على الأمم المتحدة غير أن بريطانيا احتجت على ذلك، على أساس أن البت في هذه المشكلة من اختصاص محكمة العدل الدولية في «لاهاي»
وفي عام 1959م اتفقت كل من بريطانيا والأرجنتين وشيلي على جعل المنطقة جنوب خط عرض 60 درجة جنوباً، منطقة منزوعة السلاح، وتضمن الاتفاق حظر تحرك السفن الحربية جنوب هذا الخط. وفي شهر ديسمبر 1959، أقرت هذا الاتفاق منظمة دول أمريكا اللاتينية على أن يشمل الاتفاق كل منظمة «القارة القطبية الجنوبية»
وفي عام 1964، قامت كل من الأرجنتين وشيلي بعمل مناورات بحرية في منطقة جزر «فوكلاند» مِمَّا أدَّى إلى احتجاج الحكومة البريطانية وإثارة المشكلة مرة أخرى في الأمم المتحدة في حضور ممثلين عن سكان الجزر.
وأثناء تناول المشكلة أبدى سكان الجزر على لسان ممثليهم، رغبتهم في الاستمرار تحت السيادة البريطانية، وتبعاً لذلك أصدرت المنظمة الدولية، في 21 سبتمبر 1964، قرارها باحترام رغبة السكان، وأوصت بإجراء مفاوضات مباشرة بين الحكومتين البريطانية والأرجنتينية، على أن يُؤخذ في الاعتبار احترام رغبات سكان الجزر وحقهم في تقرير مصيرهم.

### المفاوضات بين بريطانيا والأرجنتين
جرت المفاوضات، عام 1971، بين بريطانيا والأرجنتين في «بوينس أيرس» بغرض التوصل إلى صيغة تربط جزر «فوكلاند» بالأرجنتين وبالفعل توصلت الدولتان إلى اتفاق يحقق الاندماج التدريجي لسكان الجزر مع الأرجنتين، وتضمن الاتفاق إنشاء خطوط مواصلات بحرية وجوية، وإنشاء خدمات للبريد والبرق وخدمات طبية وثقافية. لكن بريطانيا اشترطت لإتمام هذا الاتفاق أخذ موافقة سكان الجزر، الأمر الذي أدَّى في النهاية إلى توتر العلاقات مرة أخرى بين الدولتين.
واستمر الوضع في التدهور إلى أن وصل إلى ذروته في عهد حكومة «بيرون» عام 1975، عندما أرسلت بريطانيا بعثة تجارية إلى الجزر على أثر ظهور شواهد بترولية، الأمر الذي أغضب حكومة الأرجنتين وقامت بسحب سفيرها في «لندن»، وبالمثل سحبت الحكومة البريطانية سفيرها من «بوينس أيريس»، في الوقت الذي قامت فيه سراً بإرسال قوة بحرية إلى منطقة الجزر لتأمينها تحسُّبا لأية محاولة من جانب حكومة الأرجنتين للاستيلاء عليها بالقوة. وبعد فترة جرت محاولات لاستئناف المفاوضات بين الدولتين غير أنها لم تسفر عن نتائج تُذكر سوى عودة العلاقات الدبلوماسية بينهما عام 1979.
وفي نوفمبر 1980، اقترح وزير الخارجية البريطانية على حكومة الأرجنتين أن تقوم بريطانيا بالاعتراف بالسيادة الأرجنتينية على الجزر مقابل أن تتخلى الأرجنتين عنها لمدة تسعين عاماً، وقد قبلت الأرجنتين هذا الاقتراح، إلاّ أن سكان الجزر رفضوا السيادة الأرجنتينية، ولما كانت بريطانيا تربط موافقتها بقبول سكان الجزر للحل المقترح، فقد تعثرَّت المفاوضات وزاد الموقف الأرجنتيني تشدداً خاصة بعد تولي الجنرال «ليوبولدو جالتيري» رئاسة الدولة وإعلانه أن الأرجنتين لن تقبل أن يكون جزءٌ من أراضيها محتلاً، وهكذا عاد الموقف مرة أخرى للتدهور.

## تصاعد النزاع نحو الحرب

### تطورات الموقف على الجانب الأرجنتيني
صادف تصاعد النزاع بين بريطانيا والأرجنتين حول جزر «فوكلاند» السنة السادسة لحكم النخبة العسكرية لسابع الانقلابات التي توالت على الأرجنتين منذ عام 1930، والتي عانت البلاد خلال حكمهم من سوء الحالة الاقتصادية للبلاد التي بلغت ذروتها عام 1981. وفي ديسمبر من العام نفسه تولي رئاسة الدولة الجنرال «جلتيري Galtieri» خلفاً للجنرال «روبرتو فيولا Roperto Viola» الذي تخلى عن منصبه لسوء حالته الصحية.
وفور توليه السلطة أعلن «جالتيري» أن عام 1982 سيكون عام «مالفيناس» (جزر فوكلاند)، ويُعتقد أن «جالتيري» وزميله «الأدميرال جورج أنايا Admiral Jorge Anaya» قائد البحرية وعضو المجلس الحاكم اتفقا على قيام البحرية الأرجنتينية بنقل قوة لاحتلال الجزر بين شهري يوليو وأكتوبر 1982 في حالة فشل المفاوضات التي كان من المقرَّر استئنافها مع الجانب البريطاني خلال شهر فبراير من ذلك العام.
وفي 5 ديسمبر عام 1981، أصدر الأدميرال «أنايا» تعليماته إلى رئيس شعبة العمليات البحرية لإعداد خطة لغزو جزر فوكلاند بالتعاون مع القوات البرية والبحرية، مع الأخذ في الاعتبار أن العبء الأساسي في العملية سيقع على عاتق القوات البحرية، وأن يتم التخطيط لتنفيذ العملية في منتصف سبتمبر. وفي 9 مارس كانت الخطة الأساسية للعملية جاهزة للتصديق، وطبقاً لتلك الخطة كان على البحرية ومشاتها القيام بعملية الإبرار الأساسية يصاحبها مفرزة برية صغيرة، على أن يقوم أحد ألوية مشاة الجيش بتولِّي المسئولية بعد التغلب على الحامية البريطانية في الجزر.

### الغزو الأرجنتيني للجزر واحتلالها
استهدف الغزو الأرجنتيني لجزر «فوكلاند» استعادة السيطرة على تلك الجزر وضمها للأرجنتين من ناحية، وتحويل أنظار الشعب الأرجنتيني عمَّا تعانيه البلاد من أزمات اقتصادية وتزايد معدلات البطالة وتدهور لقيمة العملة من ناحية أخرى، وعلى ذلك كانت قضيَّة الجزر تمثل مخرجاً وطنيا لإعادة ثقة الشعب في النظام العسكري الحاكم، الذي صوَّر العملية على أنها خطوة وطنية شجاعة لاستعادة حقوق الأرجنتين المغتصبة، بالإضافة إلى ما أثير في ذلك الوقت عن اكتشاف ظواهر بترولية في تلك الجزر توحي بأنها غنية بالبترول، في الوقت الذي أشارت فيه جميع التقارير المتعلقة بالصناعات البترولية في الأرجنتين إلى ضرورة العمل السريع من أجل اكتشاف حقول بترولية جديدة، لأن معظم الحقول في المناطق الوسطى والشمالية من البلاد في طريقها إلى النضوب سريعاً، وأن الفشل في العثور على احتياطيات جديدة سيضع الأرجنتين في مأزق اقتصادي خطير.
ومن ناحية أخرى، كان تقدير المجلس العسكري الحاكم للظروف المحيطة مشجعاً لعملية الغزو، فبالإضافة إلى العوامل الأرجنتينية الداخلية السابقة كان المجلس يرى أن الولايات المتحدة وان كانت حليفة لبريطانيا في إطار حلف «الناتو» فإنها كانت حريصة على تقوية وتدعيم روابطها بدول أمريكا الجنوبية، مما يدفع الإدارة الأمريكية إلى اتخاذ موقف متوازن بين الجانبين إذا اشتعلت الحرب بينهما، كما قدَّر المجلس العسكري أن البُعد الجغرافي للجزر عن المملكة المتحدة وعدم وجود قوات بريطانية يُعتد بها في المنطقة يوفر للأرجنتين الفرصة للاستيلاء على الجزر وتدعيم أوضاعها فيها ويفرض أمراً واقعاً جديداً يجعل الحكومة البريطانية تتردد كثيراً قبل الإقدام على مغامرة عسكرية غير مضمونة النتائج لاستعادة سيطرتها على تلك الجزر، في ظل الظروف الاقتصادية الصعبة التي كانت تعاني منها بريطانيا والتي ستزيد أي عمليات عسكرية من ضائقتها.
واحتل الجيش الأرجنتيني جزر الفوكلاند، لكنهم لم يواجهوا أي مواجهة أبداً، استعادت الأرجنتين السيطرة على الجزر بعد مائة وتسعة وأربعين عاماً من الاحتلال البريطاني. وفي العاصمة الأرجنتينية، احتفل الجميع بالضربة التي وجهوها للجيش البريطاني وكأنهم يحتفلون بالفوز بكأس العالم، لكن رئيسة الوزراء البريطانية «مارغريت ثاتشر» أظهرت تصميمها، لعبت المفاوضات دوراً ثانوياً فتم تحريك الأسطول، وبعد ثلاثة أيام من الاحتلال أرسلت الحكومة البريطانية ستاً وثلاثين سفينة حربية حاملة إحدى وعشرين مقاتلاً، اعتقد الرجال أنهم سيغادرون ليومين، لكن أحد أفراد حاملة الطائرات «هيرنيس» ويدعى «نيك رونالز» فُقد إنه يعمل غطاساً في البحرية البريطانية.